# Plan informatique pour tous
Pour les articles homonymes, voir IPT.
Le plan informatique pour tous (IPT) était un programme du gouvernement français qui devait permettre d'initier les 11 millions d'élèves du pays à l'outil informatique et de soutenir l'industrie nationale. Il faisait suite à plusieurs programmes d'introduction de l'informatique dans le secondaire depuis 1971. Le plan IPT a été présenté à la presse, le 25 janvier 1985, par Laurent Fabius, Premier ministre de l'époque. Il visait à mettre en place, dès la rentrée de septembre, plus de 120 000 machines dans 50 000 établissements scolaires et à assurer la formation, à la même échéance de 110 000 enseignants. Son coût était évalué à 1,8 milliard de francs, dont 1,5 milliard pour le matériel.
Le plan est considéré comme un échec par l'inspection générale et a été abandonné en 1989.

## Description

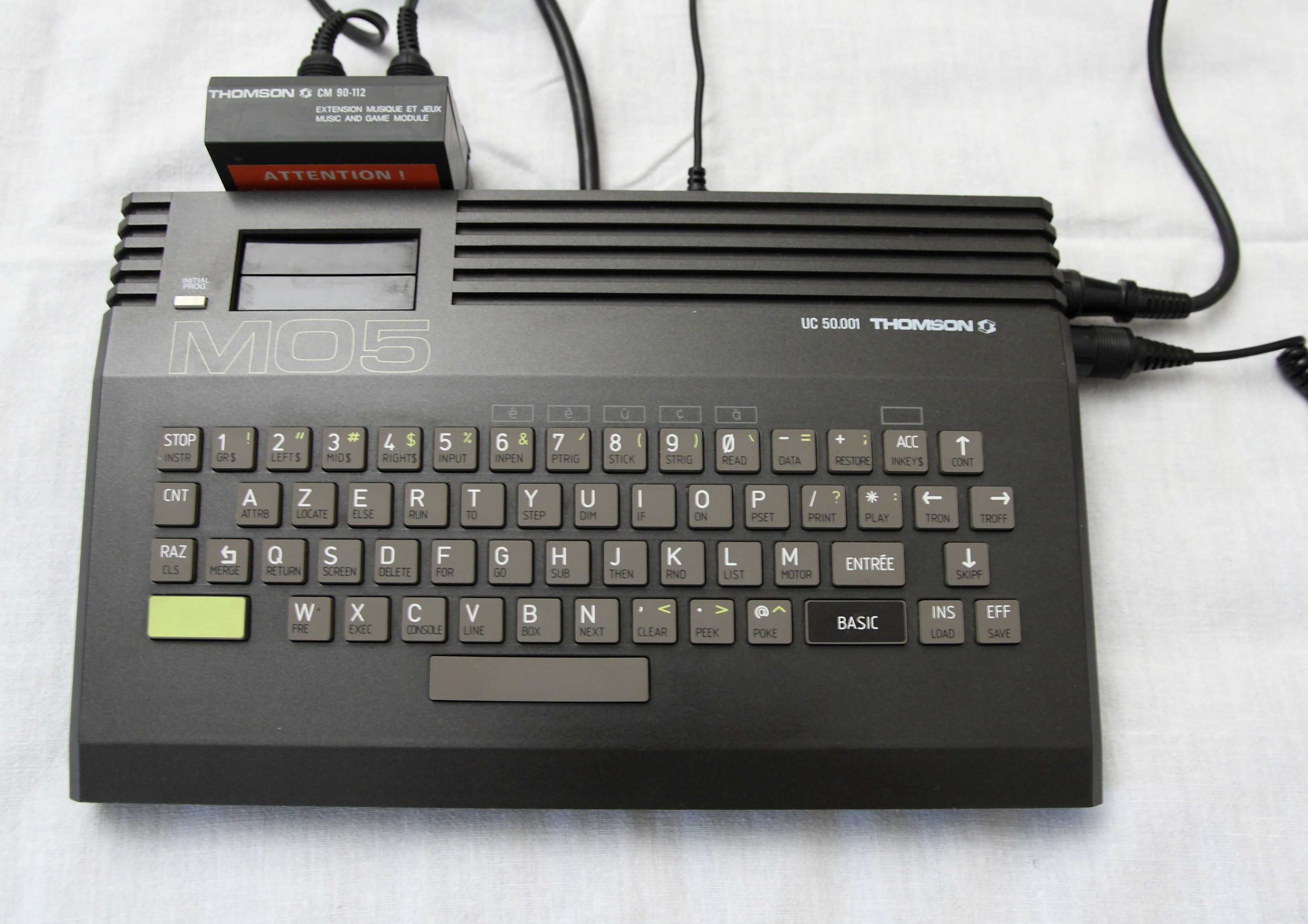
Thomson MO5.

La sélection des partenaires industriels avait été confiée à Gilbert Trigano, le cofondateur du club Méditerranée. Celui-ci a retenu des sociétés françaises comme : Exelvision, Léanord, SMT Goupil, Thomson, Bull, LogAbax, etc.. Ce choix était politique car son initiateur, Jean-Jacques Servan-Schreiber, avait marqué sa préférence pour des Macintosh, qui seraient spécialement modifiés pour l'occasion. Si son choix avait été retenu, Apple avait marqué son intention d'installer son unité de fabrication ultramoderne en France plutôt qu'en Irlande, mais il fallait choisir Thomson, entreprise nationalisée et en difficulté. Le choix se fait sans appel d'offres. L'accord négocié au plus haut niveau avec Apple comprenait un transfert de technologie complet de l'usine d'assemblage, alors aux plus hauts standards mondiaux en matière de productivité.
Le plan informatique pour tous avait notamment popularisé le nanoréseau : un réseau informatique de taille modeste (jusqu'à 32 postes, à 500 kbit/s) qui comprenait des nano-machines (Thomson MO5, Thomson TO7/70 ou Thomson MO5NR) et un serveur compatible PC (le plus souvent un Bull Micral 30, mais des Goupil 3, Léanord SIL'Z 16, Olivetti Persona 1600 et CSEE 150 étaient également utilisés). Le PC était muni de deux lecteurs de disquettes 5¼ pouces, l'un servait au système d'exploitation (MS-DOS version 2.11), l'autre aux données pour les Thomson. Le serveur donnait également accès à une imprimante partagée. Une version ultérieure (NR33) permettait d'utiliser un disque dur en y installant tout le système ; ceci permettait un démarrage beaucoup plus rapide. Toutes les machines étaient pilotables à distance (le serveur en particulier grâce au système NR-DOS) et il était possible de récupérer une copie de n'importe quelle portion de leur mémoire à distance par une opération nommée « pillage de poste » (commande CLONE en BASIC).
L'Éducation nationale paye des publicités, vantant notamment « Apprendre l'informatique à nos enfants, c'est les préparer aux emplois de demain... Pour nous, la France avance ». Onze millions d'élèves doivent être initiés à l'informatique, à l'aide de 120 000 ordinateurs dans plus de 40 000 écoles élémentaires, et 110 000 enseignants doivent être formés,.

## Polémiques
Le plan informatique pour tous s'est appuyé sur le nanoréseau. Conçu avec comme tête de réseau les premiers PC 16 bits Bull Micral, le nanoréseau a été une réussite informatique et pédagogique. Malheureusement le choix des terminaux 8 bits MO5 de Thomson a été une catastrophe[réf. nécessaire][non neutre]. Cela devait développer la filière française de l'informatique avec le langage LSE et le Minitel. Par ailleurs, le concept du crayon optique, disponible sur les Thomson, n'a pas été repris par les principaux ordinateurs personnels : côté amateur, familial, les Atari ST par exemple, côté professionnel les Macintosh, qui ont été les pionniers de la souris pour ordinateur personnel ou professionnel, suivi plus tard par les PC.
Ce plan a fait l'objet de critiques concernant le manque de formation des enseignants (seulement 50 heures), le choix de mettre l'accent sur l'enseignement de la programmation au détriment de l'utilisation de progiciels. Cependant le plan permit aussi un premier accès à l'informatique pour de nombreux élèves (le taux d'équipement des ménages en ordinateur était extrêmement faible à l'époque) et leurs enseignants, une première approche de la programmation (en BASIC ou en Logo) et de l'utilisation d'un ordinateur (avec clavier et crayon optique, la souris n'existant que depuis un peu plus d'un an sur des ordinateurs grand public comme Apple Lisa ou Macintosh, très onéreux)[réf. nécessaire].
Quelques mois après le lancement du plan, seulement 10 % des enseignants utilisent l'outil informatique en classe. Le plan est considéré comme un échec par l'inspection générale.
L'abandon de la micro-informatique par Thomson en 1989 conduit à l'arrêt du plan. Les établissements qui souhaitent continuer à enseigner l'informatique font face à l’obsolescence du matériel, et à la suite du début de la décentralisation en France, le coût devait être supporté par les collectivités territoriales, pour un montant de 6 à 8 milliards de francs sur cinq ans.